# Calgary Boomers
Calgary Boomers is een voormalige Canadese voetbalclub uit Calgary. De club werd opgericht in 1981 en later dat seizoen opgeheven. Het thuisstadion van de club was het McMahon Stadium, dat plaats bood aan 32.454 toeschouwers.

## Geschiedenis
Calgary Boomers ontstond in 1981 doordat de franchise van Memphis Rogues verkocht werd. De nieuwe eigenaren namen de franchise mee naar Calgary en stichtten daar een nieuw team.
De club speelde één seizoen in de North American Soccer League en behaalde geen aansprekende resultaten.

## Bekende spelers
- Jørgen Kristensen